# Lijst van voetbalinterlands Albanië - Oekraïne
Deze lijst van voetbalinterlands is een overzicht van alle officiële voetbalwedstrijden tussen de nationale teams van Albanië en Oekraïne. De landen hebben tot op heden acht keer tegen elkaar gespeeld. De eerste ontmoeting, een kwalificatiewedstrijd voor het Wereldkampioenschap voetbal 1998, werd op 29 maart 1997 in Granada (Spanje) gespeeld. Het laatste duel, een groepswedstrijd tijdens de UEFA Nations League 2024/25, vond plaats op 19 november 2024 in Tirana.

## Wedstrijden
| № | Plaats          | Datum            | Competitie                  | Wedstrijd          | Uitslag |
| - | --------------- | ---------------- | --------------------------- | ------------------ | ------- |
| 1 | Granada         | 29 maart 1997    | WK 1998 kwalificatie        | Albanië − Oekraïne | 0 − 1   |
| 2 | Kiev            | 20 augustus 1997 | WK 1998 kwalificatie        | Oekraïne − Albanië | 1 − 0   |
| 3 | Tirana          | 9 februari 2005  | WK 2006 kwalificatie        | Albanië − Oekraïne | 0 − 2   |
| 4 | Dnjepropetrovsk | 8 oktober 2005   | WK 2006 kwalificatie        | Oekraïne − Albanië | 2 − 2   |
| 5 | Bergamo         | 3 juni 2016      | Vriendschappelijk           | Albanië − Oekraïne | 1 − 3   |
| 6 | Évian-les-Bains | 3 juni 2018      | Vriendschappelijk           | Albanië − Oekraïne | 1 − 4   |
| 7 | Praag           | 7 september 2024 | UEFA Nations League 2024/25 | Oekraïne − Albanië | 1 − 2   |
| 8 | Tirana          | 19 november 2024 | UEFA Nations League 2024/25 | Albanië − Oekraïne | 1 − 2   |

## Samenvatting
| Competitie          | Totaal gespeeld | Winst Albanië | Gelijk | Winst Oekraïne | Doelsaldo Albanië – Oekraïne |
| ------------------- | --------------- | ------------- | ------ | -------------- | ---------------------------- |
| WK-kwalificatie     | 4               | 0             | 1      | 3              | 2 − 6                        |
| UEFA Nations League | 2               | 1             | 0      | 1              | 3 − 3                        |
| Vriendschappelijk   | 2               | 0             | 0      | 2              | 2 − 7                        |
| Totaal              | 8               | 1             | 1      | 6              | 7 − 16                       |

Wedstrijden bepaald door strafschoppen worden, in lijn met de FIFA, als een gelijkspel gerekend.